# П'єрбаттіста Піцабалла
П'єрбаттіста Піццабалла (італ. Pierbattista Pizzaballa; нар. 21 квітня 1965, Колоньо-аль-Серіо, Бергамо, Італія) — перший ізраїльський кардинал італійського походження. Титулярний архієпископ Вербе з 24 червня 2016 року по 24 жовтня 2020 року. Апостольський адміністратор Єрусалиму з 18 березня 2017 року по 24 жовтня 2020 року. Патріарх Єрусалима з 23 жовтня 2020 року. Кардинал-священик з титулом церкви Сант-Онофріо з 30 вересня 2023 року.

## Освіта
Народився 1965 року в Бергамо. У вересні 1976 року вступив до духовної семінарії Ордену менших братів регіону Емілія-Романья. Висвячений на священика 15 вересня 1990 року. В Архієпископській семінарії у Феррарі отримав диплом з антикознавства.
У Папському Антоніанському університеті отримав ступінь бакалавра богослов'я. Здобув ступінь ліценціату у Францисканському біблійному інституті Єрусалима.
Крім рідної італійської також володіє англійською, івритом та арабською мовами.

## Кар'єра

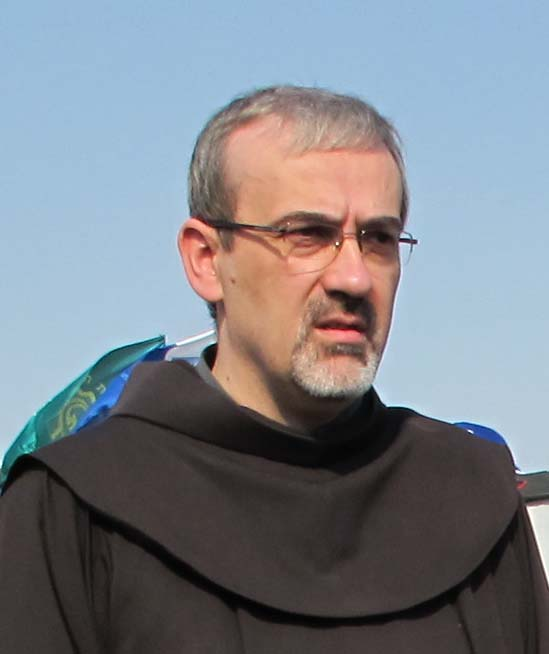
2011 рік

На Святій Землі розпочав свою кар'єру в рідному Францисканському біблійному інституті Єрусалима як викладач Давньоєврейської мови.
З 2005 по 2008 рік служив патріаршим вікарієм для івритомовних католиків.
У 2004 році Піцабалла обраний францисканським Кустодом Святої землі і хранителем гори Сіон. Протягом 12-ти років він беззмінно переобирався на цю посаду.
У 2016 році, після відходу на спокій Латинського патріарха Єрусалима Фуада Туаля, призначений апостольським адміністратором Єрусалима Sede vacante і в той же час був призначений титулярним архієпископом Вербе.
Також призначений Великим Пріором Ордену Гробу Господнього.
Після закінчення аспірантури Піццабалла викладав біблійний іврит на францисканському факультеті біблійних та археологічних наук в Єрусалимі, відповідав за публікацію Римського Міссала на івриті у 1995 році та перекладав літургійні тексти на іврит. У 2008 році призначений консультантом у комісії зі зв'язків з іудаїзмом Папської Ради сприяння християнській єдності. Неодноразово критикував палестинських лідерів за те, що вони звинувачували у всіх проблемах «ізраїльську окупацію Гази і Західного берега».
16 жовтня 2023 року він засудив дії ХАМАС як варварські і запропонував себе як заручника в обмін на полонених ізраїльських дітей, які утримуються в Газі в 2023 році. Піццабалла підписав «Заяву про ескалацію гуманітарної кризи в секторі Газа», в якій засуджувалися напади на мирних жителів, містився заклик до деескалації та закликалося до доставки гуманітарної допомоги.

## Нагороди
З грудня 2014 року — Великий офіцер ордену Зірки Італії.
Почесний конвентуальний капелан Великого хреста Мальтійського ордена.
29 травня 2015 року отримав ступінь Великого командора Ордену православних лицарів Святого Гробу.

## Конклав 2025 року
На конклаві 2025 року став одним з папабілів на пост Папи Римського після смерті Франциска.